# Richard Brooks
Richard Brooks, ursprungligen Reuben Sax, född 18 maj 1912 i Philadelphia i Pennsylvania, död 11 mars 1992 i Los Angeles i Kalifornien, var en amerikansk manusförfattare, filmregissör, romanförfattare och tillfällig filmproducent. Han knöts till filmen genom att skriva filmmanus innan han debuterade som regissör 1950.

## Biografi
Föräldrarna Hyman och Esther Sax var ryska judar som emigrerade till USA år 1908. Efter avslutad skolgång läste han journalistik vid Temple University under två år och spelade samtidigt i skolans basketbollag. Han avbröt emellertid studierna och lämnade hemmet när han upptäckt att föräldrarna tvingades skuldsätta sig för att betala hans studier.
Efter en tid av sökande återvände han till Philadelphia för att arbeta som tidningsreporter. Vid något tillfälle under 1930-talet började Ruben använda namnet Richard Brooks professionellt och 1943 ändrade han namnet legalt. Efter några år med tidningsarbete började han 1938 också skriva teatermanus och provade på regiarbete vid Long Island's Mill Pond Theatre 1940, då han också åkte till Los Angeles för att försöka hitta arbete inom filmindustrin.
Hans giftermål 1941 med Jeanne Kelly, skådespelerska vid Universal Studios, kan ha öppnat dörren för honom till att börja skriva för filmbolaget. Han skrev några manus, men utan några utsikter till mera prestigefyllda uppdrag, lämnade han Universal och gick in i USA:s marinkår 1943. Han tjänstgjorde dock aldrig utomlands under andra världskriget utan arbetade istället vid marinkårens filmenhet i Quantico, Virginia, och ibland vid Camp Pendleton, Kalifornien.
Efter andra världskrigets slut återvände Brooks till filmindustrin som manusförfattare. Han skrev också två romaner, Kokpunkten (1948) och Producenten (1951), som kan ha haft självbiografiska inslag.
Framgångar som manusförfattare hos Warner Bros. ledde till ett avtal med MGM, där han också började arbeta som regissör. Trots ojämnhet och svaghet för melodramer var han en framstående filmskapare med filmatiseringar som Vänd dem inte ryggen (1955), Katt på hett plåttak (1958), Elmer Gantry (1960), Dödens djungel (1964) och Med kallt blod (1968).
Brooks var en av de filmskapare vars karriär överbryggade övergången från det klassiska studiosystemet till de oberoende produktioner som präglat 1960-talet och tiden därefter. Han var också en av de efterkrigsförfattare eller –regissörer som kämpade för att bryta sig loss från filmindustrins censur. Hans eftermäle är en filmskapare som sökte självständighet i konsten och försökte att förmedla sin egen vision till publiken.
Omgiven av sin familj och en nära vän avled Brooks av hjärtsvikt 1992 i sitt hem i Coldwater Canyon i Beverly Hills, Kalifornien. Han begravdes i Hillside Memorial Park Cemetery i Culver City och för sitt bidrag till filmvärlden har han hedrats med en stjärna på Hollywood Walk of Fame.

## Filmografi i urval
- 1946 – Hämnarna (manus)
- 1947 – Med våldets rätt (manus)
- 1947 – Hämnden är rättvis (manus)
- 1948 – Stormvarning utfärdad (manus)
- 1950 – Operation X (manus och regi)
- 1950 – Mördare utan ansikte (manus)
- 1952 – Storstadsmarodörer (manus och regi)
- 1954 – Jag minns Paris (manus och regi)
- 1955 – Vänd dem inte ryggen! (manus och regi)
- 1956 – Sista jakten (manus och regi)
- 1956 – Ett enkelt bröllop (regi)
- 1958 – Bröderna Karamazov (manus och regi)
- 1958 – Katt på hett plåttak (manus och regi)
- 1960 – Elmer Gantry (manus och regi)
- 1962 – Ungdoms ljuva fågel (manus och regi)
- 1965 – Dödens djungel (manus, regi och produktion)
- 1966 – De professionella (manus, regi och produktion)
- 1967 – Med kallt blod (manus, regi och produktion)
- 1969 – I nöd och lust (manus, regi och produktion)
- 1971 – Den perfekta stöten (manus och regi)
- 1975 – De red för livet (manus, regi och produktion)
- 1977 – Var finns Mr. Goodbar? (manus och regi)
- 1982 – En sekund före noll (manus, regi och produktion)